# Norweto
Norweto (una contracción de “North West Township”) fue un proyecto de bajo coste de un suburbio propuesto en 1986 para la población negra durante el periodo del Apartheid en Sudáfrica. Se situaba más cerca de los opulentos barrios de la minoría blanca que Soweto (en el cual se basó), por lo que se canceló el proyecto después de recibir quejas del “Greenbelt Action Group” entre otros.